# Austrálie na Zimních olympijských hrách 2010
Austrálii na Zimních olympijských hrách v roce 2010 reprezentovala výprava 40 sportovců (20 mužů a 20 žen) v 11 sportech.

## Medailisté
| Medaile | Jméno            | Sport                | Soutěž                 |
| ------- | ---------------- | -------------------- | ---------------------- |
| Zlato   | Torah Brightová  | Snowboarding         | Ženy U rampa           |
| Zlato   | Lydia Lassilaová | Akrobatické lyžování | Ženy akrobatické skoky |
| Stříbro | Dale Begg-Smith  | Akrobatické lyžování | Muži jízda v boulích   |